# Saint David (Dominica)
Saint David is een parish van de eilandstaat Dominica. In de parish bevindt zich het Kalinago-territorium van de Cariben dat 2.145 inwoners telde in 2011. Het ligt ongeveer 21 km ten noordoosten van de hoofdstad Roseau.

## Kalinago-territorium
Het Kalinago-territorium is een autonoom territorium van de Cariben dat ongeveer 1.500 hectare groot is. Het is in 1903 opgericht, en bevat 8 dorpen. Het territorium wordt bestuurd door een opperhoofd. De Cariben arriveerden op het eiland rond 1200 n.Chr. Tijdens de kolonisatie werd een groot deel van het volk verdreven, maar in het oosten werd een klein reservaat opgericht.

## Wavine Cyrique
Wavine Cyrique is een waterval die van de klippen 30 meter lager op een zwartzandstrand terecht komt. Tijdens hoog water valt de waterval in de Atlantische Oceaan, maar bij laag water op het strand. Het strand is alleen te bereiken via een touwladder aan de klippen. Het water is niet geschikt voor zwemmen vanwege de sterke stroming.

## Boeri Lake
Boeri Lake is het hoogste meer van Dominica op een hoogte van 869 meter. Het meer is ongeveer 2 hectare groot en is een voormalig vulkaankrater. Het ligt bij de vulkaan Morne Macaque in het Nationaal park Morne Trois Pitons. De diepte van het meer varieert per seizoen en kan tot 35 meter diep zijn. Het is te bereiken via een wandelpad van ongeveer 2 km.

## Emerald Pool

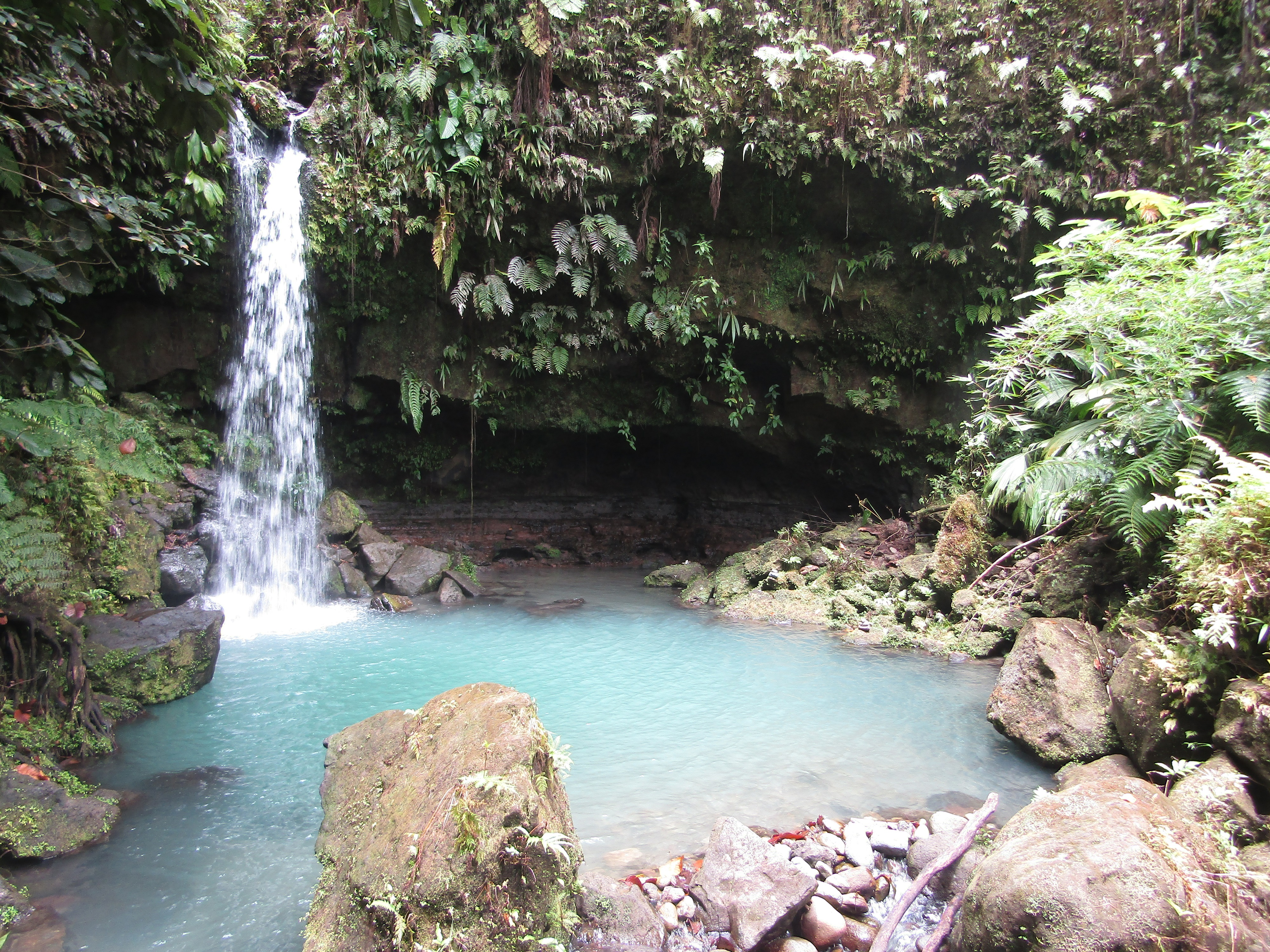
Emerald Pool

Emerald Pool is een meer in het Nationaal park Morne Trois Pitons met een 12 meter hoge waterval. Het is omringd door dicht tropisch oerwoud en heeft zijn naam te danken aan de verschillende tinten groen. Het meer heeft veel voorzieningen en er kan in worden gezwommen. Het is te bereiken via een wandelpad van 10 minuten van de weg, en er zijn paden aangelegd om het van boven te bekijken. Als er cruiseschepen in de haven liggen, kan het erg druk zijn.

## Rosalie
Rosalie was een van de grootste plantages met een oppervlakte van 840 hectare. Na de afschaffing van de slavernij in 1833 werd een dorpje gesticht bij de plantage, maar in de jaren 1950 werden de bewoners verdreven. In de jaren 1960 hield de plantage op te bestaan en werd het terrein in kavels verdeeld. De oude kerk was in verval geraakt, maar is in 1990 gerestaureerd. In 2011 telde Rosalie en Grand Fond 722 inwoners.

## Andere dorpen
Castle Bruce is het grootste dorp met 1.087 inwoners. Andere dorpen zijn:
- Good Hope
- Grand Fond
- Morne Jaune
- Petite Soufrière
- Riviere Cyrique
- San Sauveur

## Galerij

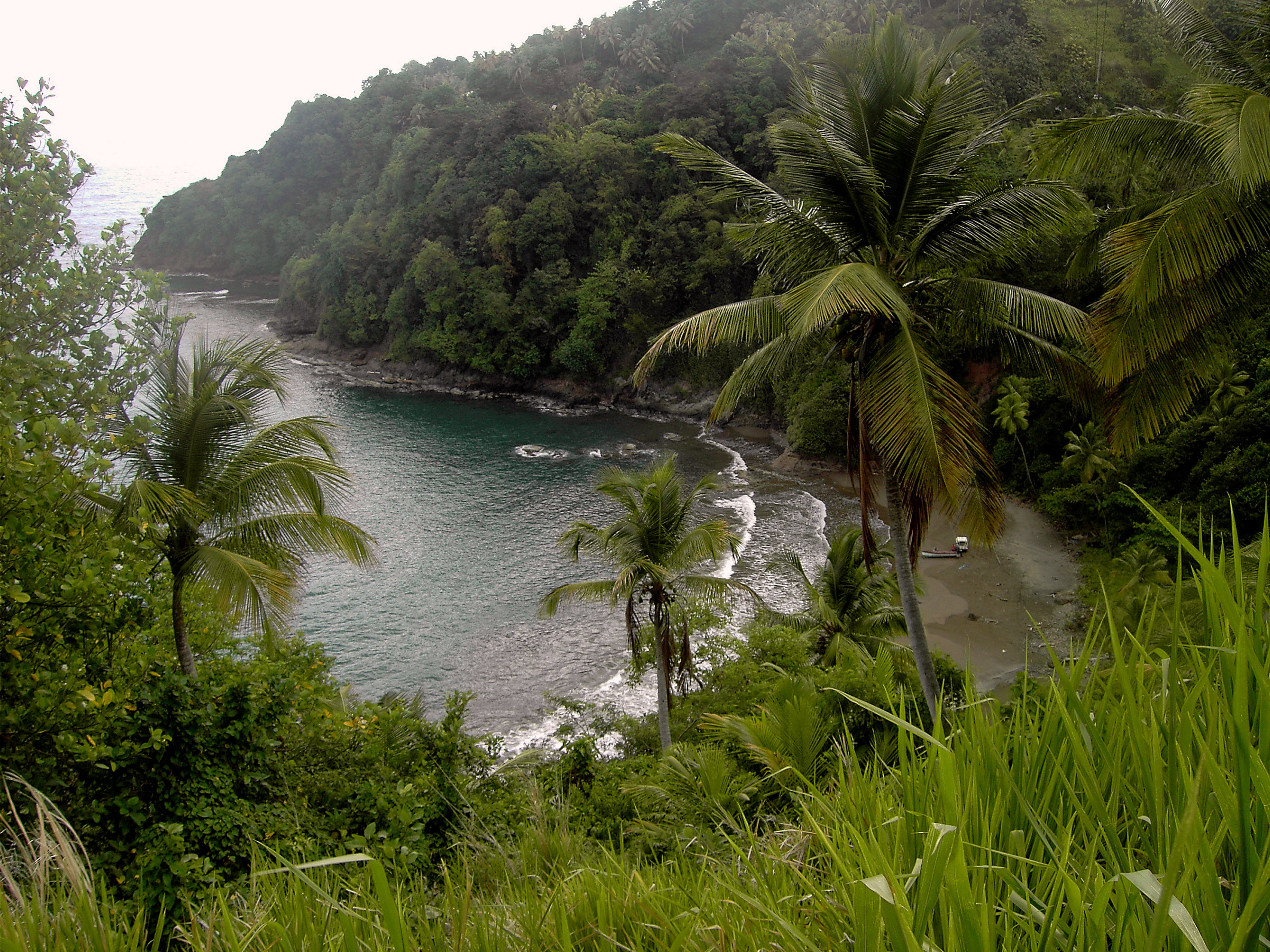
Kust van het Kalinago-territorium
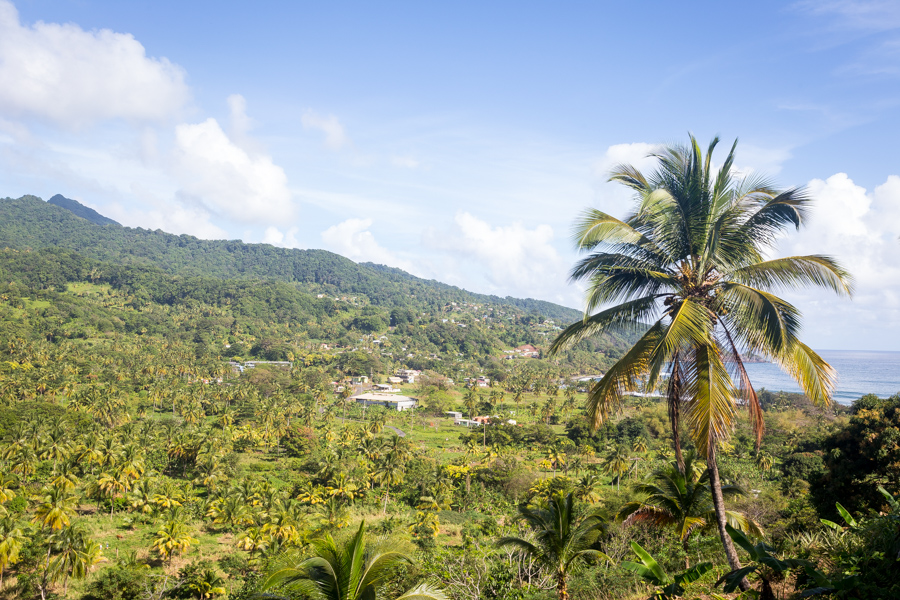
Zicht op Castle Bruce
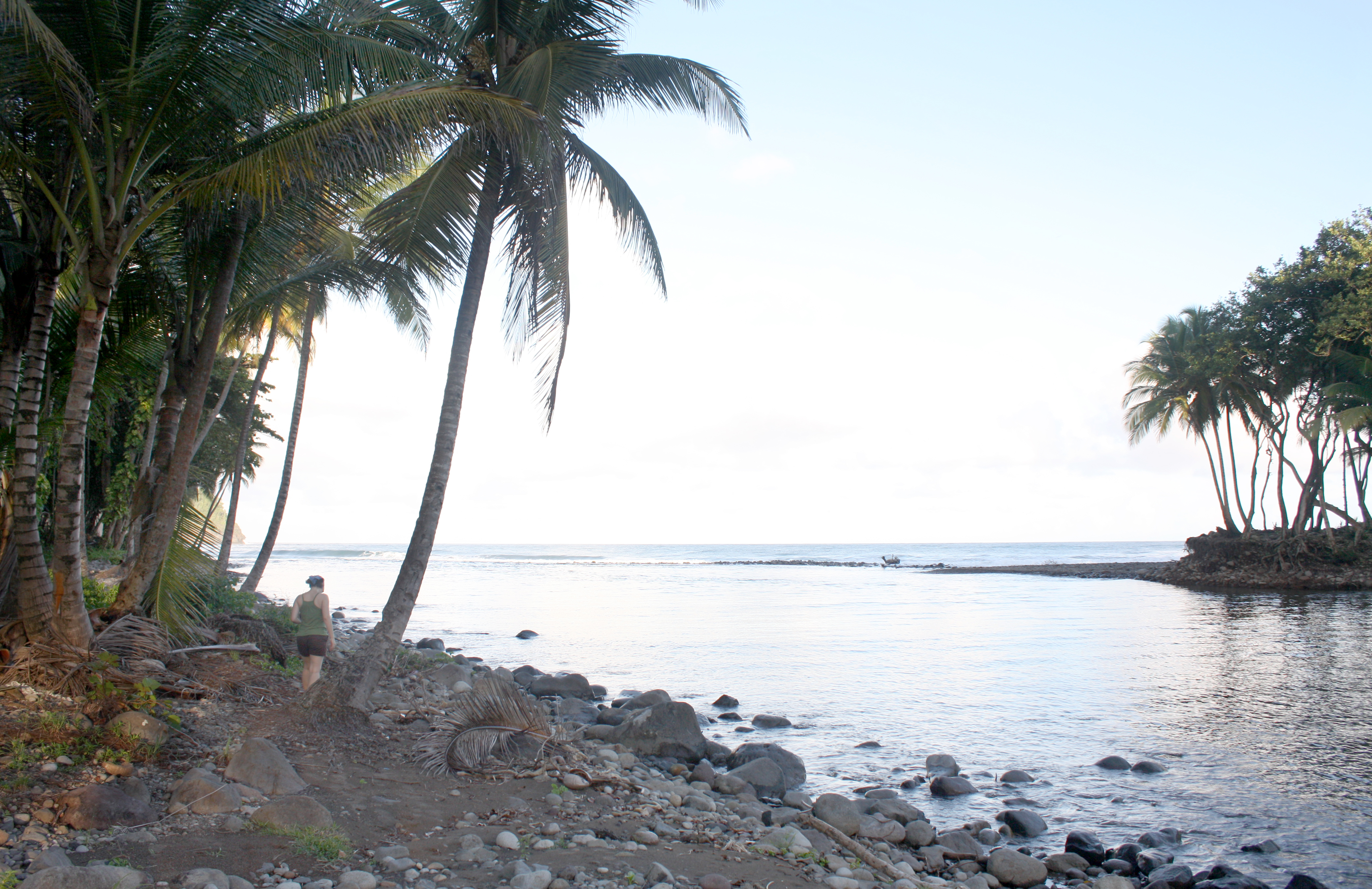
Strand van Rosalie
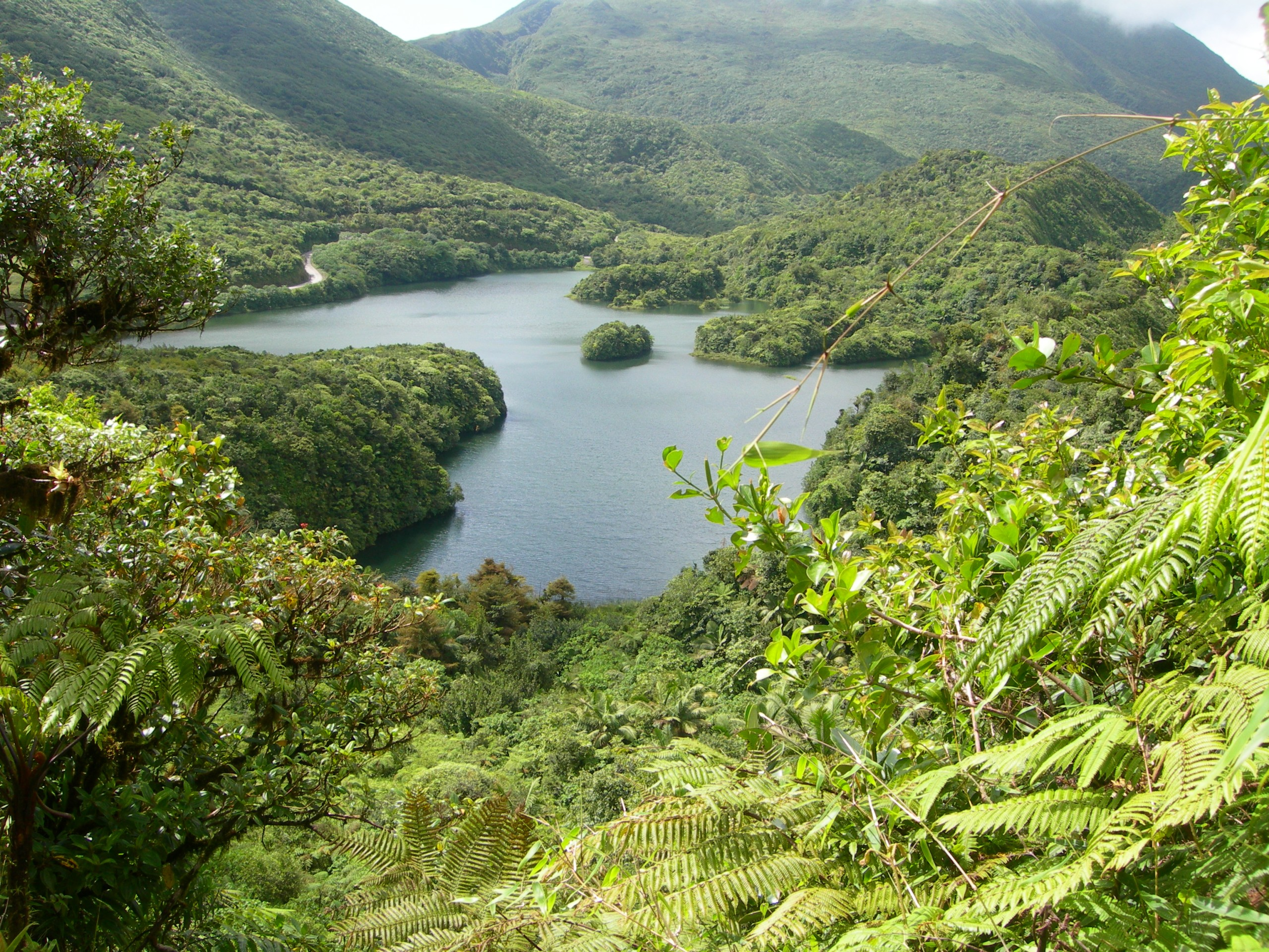
Boeri Lake

Saint Andrew · Saint David · Saint George · Saint John · Saint Joseph · Saint Luke · Saint Mark · Saint Patrick · Saint Paul · Saint Peter